# Comuna Turcoaia, Tulcea
Turcoaia este o comună în județul Tulcea, Dobrogea, România, formată numai din satul de reședință cu același nume.

## Componență
Comuna Turcoaia este formata dintr-un singur sat:
- Turcoaia

În trecut a mai existat un sat pe teritoriul comunei ce se numea Iglița.

## Geografie
Comuna Turcoaia este situata în partea de nord-vest a județului Tulcea, pe malul drept al Dunării, pe locul unde acum doua mii de ani se afla vestita cetate Troesmis.
Se învecinează în Nord teritoriul comunei Greci, în Est și Sud-Est - cu teritoriul comunei Cerna, în Sud teritoriul comunei Peceneaga, iar în Vest Brațul Măcin.
Distanța fața de Tulcea este de 64 km.

## Demografie
Componența etnică a comunei Turcoaia
     Români (94,51%)
     Alte etnii (0,18%)
     Necunoscută (5,32%)
Componența confesională a comunei Turcoaia
     Ortodocși (94,26%)
     Alte religii (0,21%)
     Necunoscută (5,53%)
Conform recensământului efectuat în 2021, populația comunei Turcoaia se ridică la 2.822 de locuitori, în scădere față de recensământul anterior din 2011, când fuseseră înregistrați 3.187 de locuitori. Majoritatea locuitorilor sunt români (94,51%), iar pentru 5,32% nu se cunoaște apartenența etnică. Din punct de vedere confesional, majoritatea locuitorilor sunt ortodocși (94,26%), iar pentru 5,53% nu se cunoaște apartenența confesională.

## Politică și administrație
Comuna Turcoaia este administrată de un primar și un consiliu local compus din 13 consilieri. Primarul, Năstase Sandu[*], de la Partidul Național Liberal, este în funcție din octombrie 2020. Începând cu alegerile locale din 2024, consiliul local are următoarea componență pe partide politice:
|  | Partid                          | Consilieri | Componența Consiliului | Componența Consiliului | Componența Consiliului | Componența Consiliului | Componența Consiliului | Componența Consiliului |
|  | ------------------------------- | ---------- | ---------------------- | ---------------------- | ---------------------- | ---------------------- | ---------------------- | ---------------------- |
|  | Partidul Național Liberal       | 6          |                        |                        |                        |                        |                        |                        |
|  | Alianța pentru Unirea Românilor | 3          |                        |                        |                        |                        |                        |                        |
|  | Partidul Social Democrat        | 3          |                        |                        |                        |                        |                        |                        |
|  | Alianța Dreapta Unită           | 1          |                        |                        |                        |                        |                        |                        |

## Clima
Comuna Turcoaia are o climă temperat-continentală cu influențe sub-mediteraneene, verile sunt fierbinți cu precipitații reduse, iar iernile nu prea reci cu vânturi puternice.